# Карстові лійки в Шумлянах
Ка́рстові лі́йки в Шумля́нах — геоморфологічні утворення, геологічна пам'ятка природи місцевого значення в Україні. Розташована на схід від села Шумляни Тернопільського району Тернопільської області, на вододілі річок Бибелка і Золота Липа, в межах лісового урочища «Липник». 
Площа — 5 га. Оголошена об'єктом природно-заповідного фонду рішенням виконкому Тернопільської обласної ради від 27 грудня 1976 року № 637. Перебуває у віданні ДП «Бережанське лісомисливське господарство» (Литвинівське лісництво, кв. 114, вид. 8). 
Під охороною — карстові лійки діаметром 7,5—17,5 м і завглибшки 3,5—7,5 м. Карст розвинений у літотамнієвих вапняках верхнього тортону (неоген). Об'єкт має науково-пізнавальне значення.